# Anita Márton
Anita Márton (Szeged, 15 de janeiro de 1989) é uma atleta húngara, especialista em arremesso de peso.

## Carreira
Anita Márton competiu na Rio 2016, conquistando a medalha de bronze com a marca de 19,87m.